# محمية الديمانيات
محمية الديمانيات؛ هي محمية طبيعية في سلطنة عمان، أُعلنت كمحمية طبيعية بموجب المرسوم السلطاني رقم (23/96) بتاريخ 3/4/1996م .

## نبذة
المحمية عبارة عن أرخبيل يضم تسع جزر قبالة ساحل ولاية السيب وولاية بركاء (الخرابة، الحايوت، الجبل الكبير، الجبل الصغير، المملحة، اللومية، قسمة، الجون، وأولاد جون)، كما تشمل حدود المحمية الصخور والمياه الضحلة التي تمتد على بعد يتراوح ما بين (16-18 كيلومتر) من الشاطئ الممتد من السيب إلى بركاء وتبلغ مساحة المحمية 203 كم2. تتميز هذه الجزر بطبيعتها البكر ومناظرها الجميلة الخلابة التي تؤهلها لأن تصبح متحفاً للطبيعة. وتعتبر جزر الديمانيات منطقة حماية رائعة ذات أهمية وطنية وإقليمية، وتعد مركزاً إقليمياً ودولياً هاماً لتكاثر أعداد لا حصر لها من أنواع الطيور المهاجرة والمستوطنة حيث تعشش بها الطيور البحرية بكثافة عالية، وتنفرد بتعشيش طيور العقاب النساري Pandion haliaetus  كما تتميز بوجود العديد من أنواع المرجان وأسماك الشعاب المرجانية المتنوعة. وتأوي إلى هذه الجزر للتعشيش ووضع البيض أعداد كبيرة من سلاحف الشرفاف، التي تضيف أهمية عالمية لهذه الجزر كونها ملاذاً لهذه الأنواع التي يهددها خطر الانقراض بشدة، كما تزورها السلاحف الخضراء صيفاً للتعشيش.

## أهداف إنشاء المحمية
1. ضمان حماية الكائنات الفطرية وموائلها من أجل إتاحة الفرصة لها للتكاثر وضمان تجدد مواردها الطبيعية.
2. الحفاظ على نماذج من البيئات الفطرية من أجل الدراسات العلمية والرصد البيئي والتعليم.
3. العمل مع مجتمعات الصيد المحلية لتعزيز المنافع الاقتصادية والثقافية بطريقة مستدامة.

## المقومات الطبيعية
هي مستوطنة طبيعية خلابة للعديد من أنواع وتشكيلات الأحياء المائية المختلفة والشعاب المرجانية المُلونة والطيور والأسماك وغيرهم في موقع رائع.

## المقومات الفيزيائية للمحمية
طبيعة جيولوجية محمية الكائنات الحية والفطرية سهول منبسطة وكثبان رملية وتلال مرتفعة ومنحدرات صخرية. وللتاريخ الجيولوجي لعمان دلائل خاصة في منطقة الحقف، فالصخر الجليدية الضخمة في (الخليطا) تمثل حقبة تاريخية كانت عمان فيها جزءاً من قارة جونوانا خلال العصر الجليدي الأعظم. وتدل حفريات الأشجار المتحجرة الواقعة على ضفاف نهر قديم جاف على بقايا الغابات الاستوائية، أما حفريات المرجانيات في منطقة سيوان فترجع إلى حقبة غطت فيها مياه البحر المنطقة، وتبدو فوهة (لهب) شاهداً على الأثر الكبير لسقوط صخر نيزكي.

### التنوع الأحيائي
- النباتات:

يوجد في المحمية 12نوع من الأشجار المحلية من بينها أشجار الغاف والسمر والسلم والضجع والغضف وغيرها من الأنواع المحلية. تنتشر أشجار السمر في كافة أرجاء المحمية أما أشجار الغاف والسلم فتنمو في المنخفضات الرملية المعروفة بالحيلة. وتوفر هذه الأشجار موطن ملائم للطيور والرحيق للحشرات. كما أن الحفرة التي تتجمع فيها المياه بالقرب من وادي ذرف والمعروفة (بطيحة هميات) تضم مجموعة شجرية متميزة من الشجيرات المغمورة من نوع Cordia sinesis.
- الحيوانات:

الثدييات البرية: تعد الحياة البرية في المحمية بين الأكثر تنوعاً على نطاق شبه الجزيرة العربية. فهضبة جدة الحراسيس تمثل موطناً لمعظم الحيوانات آكلة العشب حيث يتوفر فيها الغذاء نسبياً كما أنها تعتبر هضبة مفتوحة تمكن الأرنب الصحراوي من رؤية الحيوانات الضارية المقبلة عليها، ويعيش أيضاً هناك الثعلب الأحمر والقنفذ الأثيوبي، ويعتبر المها العربي من أهم الثدييات المتواجدة في المحمية بالإضافة إلى الغزال العربي الذي يتواجد بكثرة في ربوع المحمية، في حين يعتبر غزال الريم أو الغزال الرملي أقل انتشاراً ويفضل غزال الريم المناطق الرملية في شمال وغرب المحمية. كما يعيش الوعل النوبي في منخفض الحقف وهو يفضل العيش على الصخور البارزة والجروف شديدة الانحدار والتي تتوفر بها المياه والغطاء النباتي. ويعيش أيضاً الذئب العربي والوشق والضبع المخطط والقط البري والغرير العسلي في الحقف.
- الزواحف:

سُجِلَ 21 نوع من الزواحف في المحمية، منها الأفعى ذات القلنسوة، والحية ذات القرنين، وعظاءة الورل، والسحالي ذات الذيل الشائك.
- الطيور:

تم تسجيل 50 نوعاً من الطيور وأغلبها من الطيور المهاجرة، وذلك لوقوع المحمية على ممرات الهجرة لكثير من الطيور، وفي فصل الربيع تمر أعداداً كبيرة منها مثل الشقراق الأوروبي، ويعود الكثير منها إلى الجنوب في فصل الخريف. وبعض الطيور التي عادة ما تعيش على السواحل مثل النحام الكبير يزور المحمية بعد هطول الأمطار والزقزاق الإنجليزي. ومنها ما يقارب 30 نوعاً تعيش في المحمية على مدار السنة، مثل النسور الذهبية ومجموعة من طيور الحبارى والكروان المرقط.

### إدارة المياه داخل المحمية
فالواقع لا يوجد أي مصدر ماء بالمحمية ولكن يوجد هناك نزوز مائية صغيرة في المنحدرات. فعندما تسقط الأمطار تتجمع المياه في التجاويف السطحية وبعضها يتغلغل تحت سطح الأرض عبر الثقوب الصخرية وبعد ذلك يظهر بعض هذا الماء في النزوز المائية، كما تظهر المياه الجوفية على السطح في الحقف. وقد كان المصدر الوحيد للماء بالمحمية قبل عام 1956م هو ماء الضباب. كما قامت شركات النفط بحفر آبار مياه في كل من هيما والعجائز، ومنذ ذلك الحين قامت الحكومة ببناء محطات تحلية بالمحمية.

## وصلات خارجية
- موقع هيئة البيئة